# Nassau-Beilstein

Het wapen van Nassau-Beilstein 1343-1561

Nassau-Beilstein was een tot de Keur-Rijnse Kreits behorend graafschap binnen het Heilige Roomse Rijk.

## Inleiding
Het graafschap Nassau-Beilstein bestond gedurende twee periodes als deel van het graafschap Nassau. In de eerste periode bestond het uit Beilstein, Mengerskirchen, Eigenberg, Liebenscheid en de heerlijkheid Westerwald met de plaatsen Emmerichenhain, Marienberg en Neukirch. In de tweede periode bestond het graafschap uit Beilstein, Burbach, Driedorf, de Hickengrund, de heerlijkheid Westerwald en een deel van Wehrheim.

## Graafschap Nassau-Beilstein (1343-1561)
Het graafschap Nassau-Beilstein ontstond in 1343 door de deling in de Ottoonse Linie tussen de twee zoons van graaf Hendrik I van Nassau-Siegen: Otto II van Nassau-Siegen en Hendrik I van Nassau-Beilstein. Deze hadden na een geschil reeds tijdens het leven van hun vader in 1341 een verdelingsverdrag gesloten, dat bij het overlijden van hun vader in 1343 tot uitvoering gebracht werd. Hendrik verkreeg bij de verdeling Beilstein, Mengerskirchen, Eigenberg, Liebenscheid en de heerlijkheid Westerwald met de plaatsen Emmerichenhain, Marienberg en Neukirch. Hendrik werd de stamvader van het huis Nassau-Beilstein.
Hendrik I resideerde overwegend op het slot Beilstein. Het relatief kleine graafschap bood hem slechts geringe inkomsten. Al in 1344 moest hij de burcht Liebenscheid aan de heren van Haiger verpanden. Talrijke verdere verpandingen volgden.
Hendrik I stond aan de zijde van koning Lodewijk de Beier. Deze stond hem tolheffing in het Westerwald toe. Hendrik inde de tol eerst in Limburg an der Lahn en later in Hachenburg. In de stad Keulen gold hij als een roofridder. Het lukte hem wel om een vete met de stad Keulen te vermijden. Voor Liebenscheid ontving Hendrik in 1360 stadsrechten, maar het lukte hem niet om deze plaats tot stad te ontwikkelen.
Hendrik I werd opgevolgd door zijn zoons Hendrik II en Reinhard. Hendrik resideerde op slot Beilstein en naam de titel "heer van Beilstein" aan, Reinhard resideerde op de burcht Liebenscheid. Het graafschap bleef echter ongedeeld; beide broers regeerden gezamenlijk. Het lukte de broers de financiële toestand van het graafschap te verbeteren en talrijke rechten die hun vader verpand had weer in te lossen. Het lukte hen eveneens de hoogheidsrechten op de heerlijkheid Westerwald te verdedigen tegen de heren van Westerburg en de heren van Runkel.
Hendrik II werd opgevolgd door zijn zoon Johan I. Hij regeerde het graafschap gemeenschappelijk met zijn oom Reinhard. Bij diens kinderloos overlijden was Johan de enige erfgenaam. Vanwege de slechte financiële toestand van het kleine graafschap moest Johan I in 1413 de Kalenberger Zent aan graaf Filips I van Nassau-Weilburg verpanden. In hetzelfde jaar wist Johan I een overeenkomst over de erfverdeling van 1341 te bereiken met graaf Johan I van Nassau-Siegen, die hem een schadeloosstelling van 2000 mark opleverde. In 1415 huwde Johan met Mechtild van Isenburg-Grenzau. Als huwelijksgift bracht ze tienden in Oberbrechen in.
Johan I probeerde de door zijn vader begonnen consolidering van het graafschap voort te zetten, maar hij had hierbij regelmatig tegenslagen. In strijd met het keurvorstendom Trier moest Johan in 1418 de leenhoogheid van Keur-Trier over het gehele graafschap erkennen. Kort na het inlossen van de Kalenberger Zent verpandde hij dit deel van zijn graafschap opnieuw, ditmaal aan Keur-Trier.
In 1425 kwam het tot een verdeling van het graafschap. Johan I ontving geheel Beilstein met het slot Beilstein en Mengerskirchen, twee derde van het graafschap, alsmede de heerlijkheid Westerwald, de rentes en de helft van de lijfeigenen, en de helft van inkomsten uit de tollen te Emmerichenhain en Neukirch. Zijn broer Hendrik III verkreeg de burcht Liebenscheid en een derde van het graafschap. De derde broer, Willem, zag van zijn aandeel af.
Met de heren van Westerburg kwam het in 1435/36 en van 1441 tot 1444/45 opnieuw tot gewapende conflicten over de hoogheidsrechten op de heerlijkheid Westerwald, die Johan I in zijn voordeel beëindigen kon.
Hendrik III verbleef zelden in zijn stamland. De regering liet hij over aan zijn broer Johan I en rentmeesters. Wel stichtte hij in 1452 de eerste kerk in Liebenscheid. Hendrik III stond in nauw contact met Diederik II van Meurs, de aartsbisschop en keurvorst van Keulen. Deze verpandde aan Hendrik III de ambten Altenwied, Linz, Lahr en Waldenburg en ook aandelen in de rijntollen.
Na het overlijden van Johan I in 1473 volgde zijn zoon Hendrik IV hem op. Hij regeerde het graafschap eerst gemeenschappelijk met zijn oom Hendrik III. Toen deze in 1477 kinderloos overleed was Hendrik IV diens erfgenaam en werd hij de enige heerser van Nassau-Beilstein.
Hendrik IV huwde voor zijn twintigste verjaardag met Eva van Sayn en verkreeg daarmee de Saynse lijfeigenen in de heerlijkheid Westerwald alsmede een aandeel in de rijntol te Boppard. Via zijn grootvader Johan II van Gemen kwam Hendrik IV vroeg in contact met het hof van Ruprecht van de Palts, de aartsbisschop en keurvorst van Keulen. Deze beleende Hendrik IV met aandelen in de rijntol te Bonn.
Met heer Hendrik IV van Gemen, de broer van Hendriks moeder, stierven de heren van Gemen in mannelijke lijn uit. Hendrik IV van Gemen droeg daarom nog tijdens zijn leven aanzienlijke delen van zijn bezittingen, overwegend Keur-Keulse pandschappen, over aan zijn neef Hendrik IV van Nassau-Beilstein. Deze verkreeg in 1459 de helft van de plaatsen en heerlijkheden Erpel en Woeringen. In 1465 volgden slot Horneburg en het vest Recklinghausen, daarna in 1467 de heerlijkheid Gemen en tot slot in 1482 Dorsten.
Met de heren van Westerburg kwam het ook tijdens de regering van Hendrik IV opnieuw tot conflicten over de rechtsverhoudingen in de heerlijkheid Westerwald en het Gericht Emmerichenhain. Deze conflicten eindigden in 1480/82 met een nieuwe overeenkomst.
Tijdens de regering van Hendrik IV kwam het in Nassau-Beilstein tot een aanzienlijke verbetering van de wetgeving. Zo vaardigde Hendrik IV in 1472 een nieuwe landbouwverordening uit. In 1492/93 volgden een verordening voor de rechtspraak in de Kalenberger Zent alsmede een bosbouwverordening. Daarmee was Nassau-Beilstein het eerste graafschap van de Ottoonse Linie dat het recht systematisch codificeerde.
Hendrik IV overleed in mei 1499. Hoewel er tijdens zijn regering een aanzienlijke toename van bezit plaatsvond, liet hij slechts weinig vermogen na.
Door zijn huwelijk met Maria van Solms-Braunfels in 1492 verkreeg Johan II het dorp Niedershausen. Zijn vader Hendrik IV benoemde hem in 1498 tot stadhouder van de omvangrijke Keur-Keulse pandschappen, die in het bijzonder uit de ambten Altenwied, Linz, Lahr en Waldenburg bestonden. Het jaar daarop, na het overlijden van zijn vader, erfde Johan II het overige bezit. De verdelingsovereenkomst die hij met zijn broer Bernhard sloot is niet overgeleverd.
Wegens financiële problemen moest Johan II al in 1504 delen van het pandbezit doorverkopen. In de strijd om de heerlijkheid Gemen en het vest Recklinghausen kon hij zich niet handhaven tegen de graven van Holstein-Schauenburg. Johan II ontving in 1505 een schadeloosstelling van slechts 4000 goudgulden.
Na het vroege overlijden van zijn oudste broer Johan II in augustus 1513 maakte Bernhard aanspraak op diens erfenis. Johan had zijn gelijknamige zoon Johan III tot hoofderfgenaam benoemd. Bernhard verkreeg uit de Keur-Keulse pandschappen de heerlijkheid Lahr en inkomsten uit de ambten Altenwied en Linz als schadeloosstelling.
Johan III behoorde tot het gevolg van Herman V van Wied, de aartsbisschop en keurvorst van Keulen. Vanwege de nauwe banden met Keulen bleef Johan III, en dus het graafschap Nassau-Beilstein, rooms-katholiek, terwijl Nassau-Siegen zich bij de reformatie aansloot.
In 1533 loste Keur-Keulen de pandschappen Altenwied, Lahr en Linz in. Als gevolg daarvan was een nieuwe verdeling tussen Johan III en zijn oom Bernhard noodzakelijk. Bernhard verkreeg nu de burcht Liebenscheid en inkomsten uit de heerlijkheid Westerwald als eigendom. Johan III gebruikte in 1534 het van Keur-Keulen verkregen geld om het pandschap over Löhnberg en Driedorf te verwerven. Reeds het jaar daarop lukt het landgraaf Filips I van Hessen om Driedorf voor het landgraafschap Hessen terug te krijgen.
Voor zijn graafschap vaardigde Johan III in 1541 een nieuwe verordening voor de rechtspraak uit, en stichtte met keizerlijke goedkeuring een jaar- en veemarkt in Emmerichenhain.
Met het overlijden van zijn oom Bernhard in mei 1556 erfde Johan III diens bezittingen en verenigde zodoende alle Beilsteinse gebieden weer in zijn hand.
Johan III overleed in december 1561 zonder legitieme kinderen. Zodoende stierf het huis Nassau-Beilstein uit. In zijn testament had Johan III zijn verwant Willem I van Nassau-Siegen als enig erfgenaam aangewezen. Omdat deze al was overleden, was het diens zoon Johan VI van Nassau-Siegen die het graafschap Nassau-Beilstein erfde, ondanks dat de graven van Sayn en Solms er ook aanspraak op maakten.

### Regenten
| Regering        | Naam        | Geboren    | Overleden                      | Familie                              |
| --------------- | ----------- | ---------- | ------------------------------ | ------------------------------------ |
| 1343-1378/80    | Hendrik I   | ca. 1307   | 24-2-1378 (1380?)              | zoon van Hendrik I van Nassau-Siegen |
| 1378/80-1412    | Hendrik II  | ?          | kort na 12-10-1412             | zoon van Hendrik I                   |
| 1378/80-1414/18 | Reinhard    | ?          | tussen 30-12-1414 en 17-4-1418 | zoon van Hendrik I                   |
| 1412-1473       | Johan I     | ?          | ..-7-1473                      | zoon van Hendrik II                  |
| 1425-1477       | Hendrik III | ?          | 12-9-1477                      | zoon van Hendrik II                  |
| 1473-1499       | Hendrik IV  | 1449       | 26-5-1499                      | zoon van Johan I                     |
| 1499-1513       | Johan II    | ?          | 18-8-1513                      | zoon van Hendrik IV                  |
| 1499-1556       | Bernhard    | ?          | 10-5-1556                      | zoon van Hendrik IV                  |
| 1513-1561       | Johan III   | 17-11-1495 | 11-12-1561                     | zoon van Johan II                    |

## Graafschap Nassau-Beilstein (1607-1620)

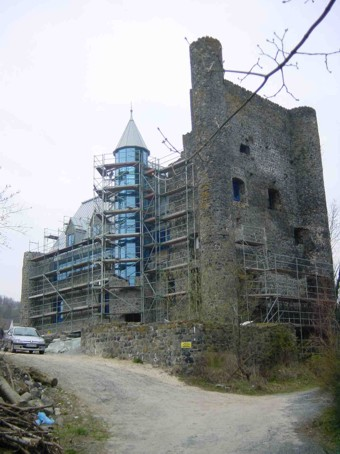
De burcht van Beilstein

In 1561 gaat de tak weer op in Nassau-Dillenburg. Alle landen op de rechter Rijnoever van de ottonische linie zijn dan weer verenigd onder graaf Jan, de broer van Willem van Oranje.
In 1606 wordt Nassau-Dillenburg verdeeld onder de vijf zonen van Jan, waarbij de heerlijkheid Beilstein aan Georg valt.
Als George' oudere broer Willem Lodewijk van Nassau-Dillenburg in 1620 overlijdt, volgt hij deze op in het graafschap Dillenburg. Vanaf dan noemt George zich Nassau-Dillenburg. De heerlijkheid Beilstein wordt in personele unie met Nassau-Dillenburg bestuurd en gaat met dit vorstendom op in het verenigde vorstendom onder Nassau-Dietz in 1743.

## De verdeling van de heerlijkheid
In 1782 komt er een eind aan de administratieve eenheid van Beilstein als het verdeeld wordt over
- vorstendom Dillenburg (ambt Driedorf): parochie Beilstein
- vorstendom Hadamar: (ambt Rennerod): parochies Emmerichenhain, Neukirch en Liebenscheid; (ambt Mengerskirchen): parochies Nenderoth en Niedershausen.
- vorstendom Dietz: (ambt Marienberg): parochie Marienberg

Door de Rijnbondsakte van 12-7-1806 worden de gebieden die verenigd zijn met Dilenburg en Hadamar onder de soevereiniteit van de groothertog van Berg gesteld en de delen die met het vorstdendom Dietz zijn verenigd onder die van de hertog van Nassau-Usingen en de graaf van Nassau-Weilburg: de mediatisering.
Na de nederlagen van Napoleon neemt de prins van Oranje deze bezittingen in 1813 weer in bezit. Op 31-5-1815 sluit de prins een verdrag met Pruisen, waarin hij zijn Duitse bezittingen afstaat. Nog dezelfde dag staat Pruisen de heerlijkheid Beilstein af aan de hertog van Nassau.